# Massacre de Vassy

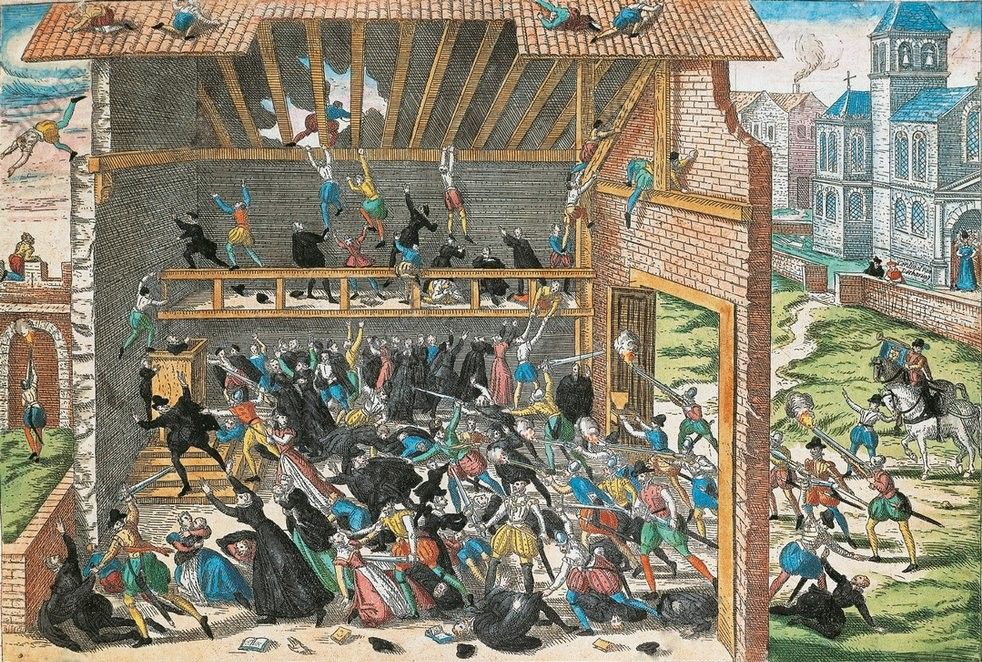
Massacre de Vassy de 1562, impressão de Hogenbergo, final do século XVI.

O Massacre de Vassy (francês: Massacre de Wassy) foi um episódio das Guerras Religiosas Francesas que culminou no assassinato de ao menos 50 huguenotes. O evento ocorreu em 1º de março de 1562, em Wassy, e é tido como marco inicial das Guerras de Religião no país. A tragédia decorreu de uma ação armada de Francisco de Lorena, o Duque de Guise, contra fiéis protestantes que participavam de um culto em um celeiro da cidade.
O Massacre de Vassy foi retratado pelos artistas Tortorel e Périssin em 1569 como parte de uma série de xilogravuras sobre os conflitos entre católicos e protestantes franceses.

## Antecedentes
As Guerras de Religião na França aconteceram entre 1562 e 1598, datas do Massacre de Vassy e da assinatura do Édito de Nantes, respectivamente. O conflito, no entanto, não foi uma especificidade francesa, mas parte de um movimento maior no cenário europeu. Publicadas em Wittenberg em 1517, as 95 teses de Lutero inauguraram o período chamado de Reforma Protestante — na França, as teses começaram a ser difundidas já em 1520. Pouco depois, influenciado pelas ideias de modernização do cristianismo, o humanista Jacques Lefèvre publicou uma tradução da Bíblia para o francês em 1523. Para além disso, começaram a surgir críticas sobre a transubstanciação e questionamentos sobre a sacralidade da eucaristia — como o caso do pastor de Neuchâtel, que defendeu, em 1534, que a eucaristia era um ritual pagão.

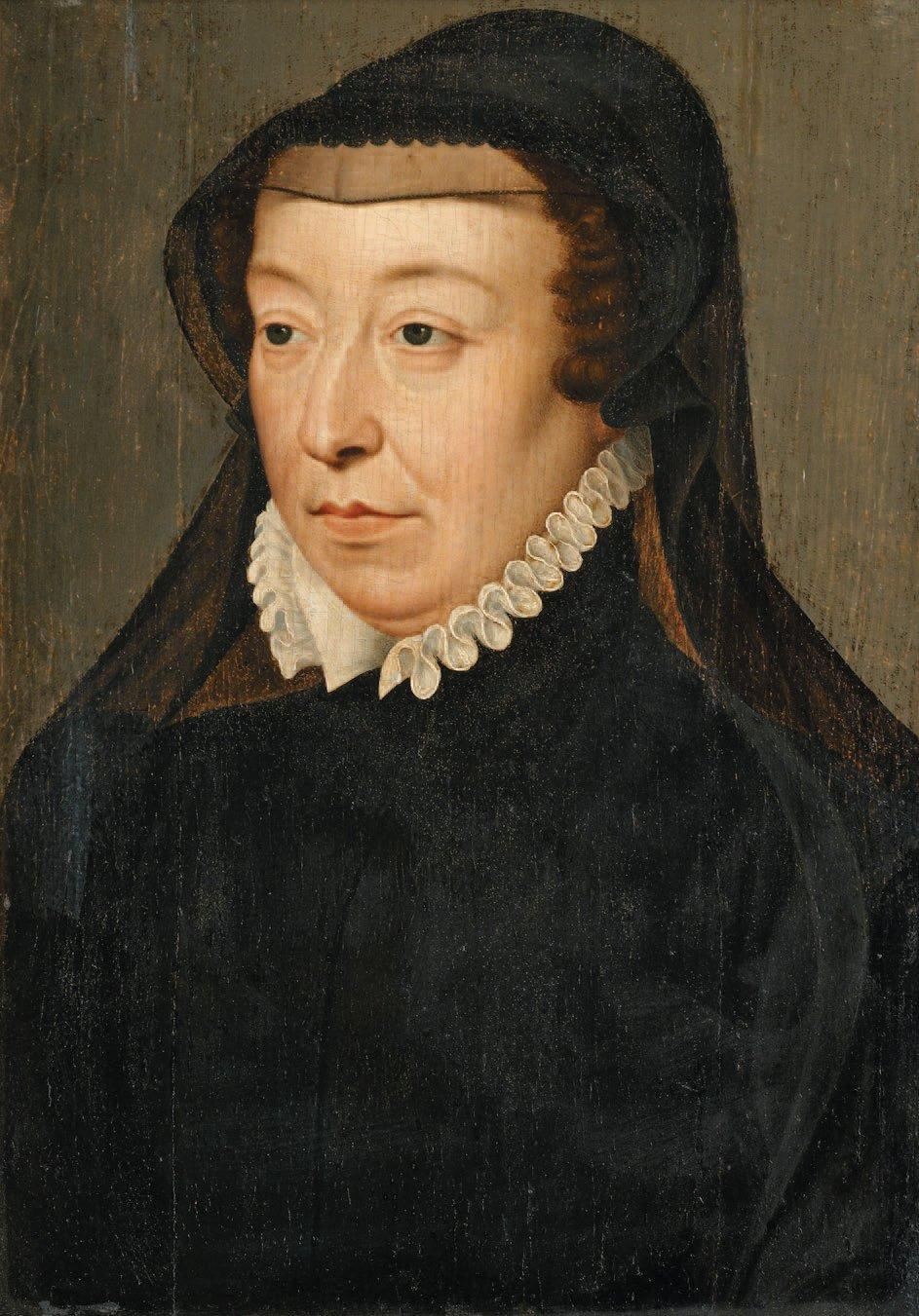
Retrato de Catarina de Médici em trajes de viúva após a morte de Henrique II (1519-1559).

Em 1536, João Calvino lançou o Institutio christianae religionis (1536), que definiu as bases teológicas do que seria conhecido por "calvinismo”. Tanto a publicação de Calvino quanto a adoção oficial da Reforma na cidade de Genebra ocorreram no mesmo ano, e, a partir desses eventos, assistiu-se a uma rápida expansão do protestantismo na França. Tal expansão foi acompanhada por conflitos entre os diferentes fiéis e entre as diferentes facções da nobreza. Sobre o último, é preciso ter em mente que as guerras religiosas foram também uma disputa política desempenhada pela aristocracia francesa. Em especial, três linhagens foram responsáveis por conduzir as guerras: os Bourbon (protestantes), os Guise e os Montmorency (católicos)
Após a morte de Henrique II, em 1559, o trono francês passou para seu filho, Francisco II. O sucessor assumiu aos 15 anos de idade, e seu reinado teve como regente Catarina de Médici, sua mãe. No entanto, a posse do trono foi breve para Francisco, durando dezessete meses, até o dia de sua morte. Esse período foi marcado por uma forte influência da família Guise na regência; em especial, de Carlos e Francisco de Lorena. Todavia, a relação com os Guise seria balançada com a ascensão de Carlos IX ao trono. O rei assumiu aos 10 anos de idade, e Catarina foi, mais uma vez, regente de um filho. A rainha buscou, nesse momento, uma política de tolerância e pacificação, que se nota pela aproximação com o rei de Navarra, Antoine de Bourbon e pela publicação do Édito de Fontainebleu (1561) e do Édito de Saint-Germain (1562). O édito de 1561 concedeu a liberdade de consciência — dentro de espaços domésticos, foram permitidas tanto a reza católica quanto a protestante —; já o Édito de Saint-Germain instituiu a liberdade de culto, limitada e temporária, aos protestantes.

### Édito de Saint-Germain (1562)

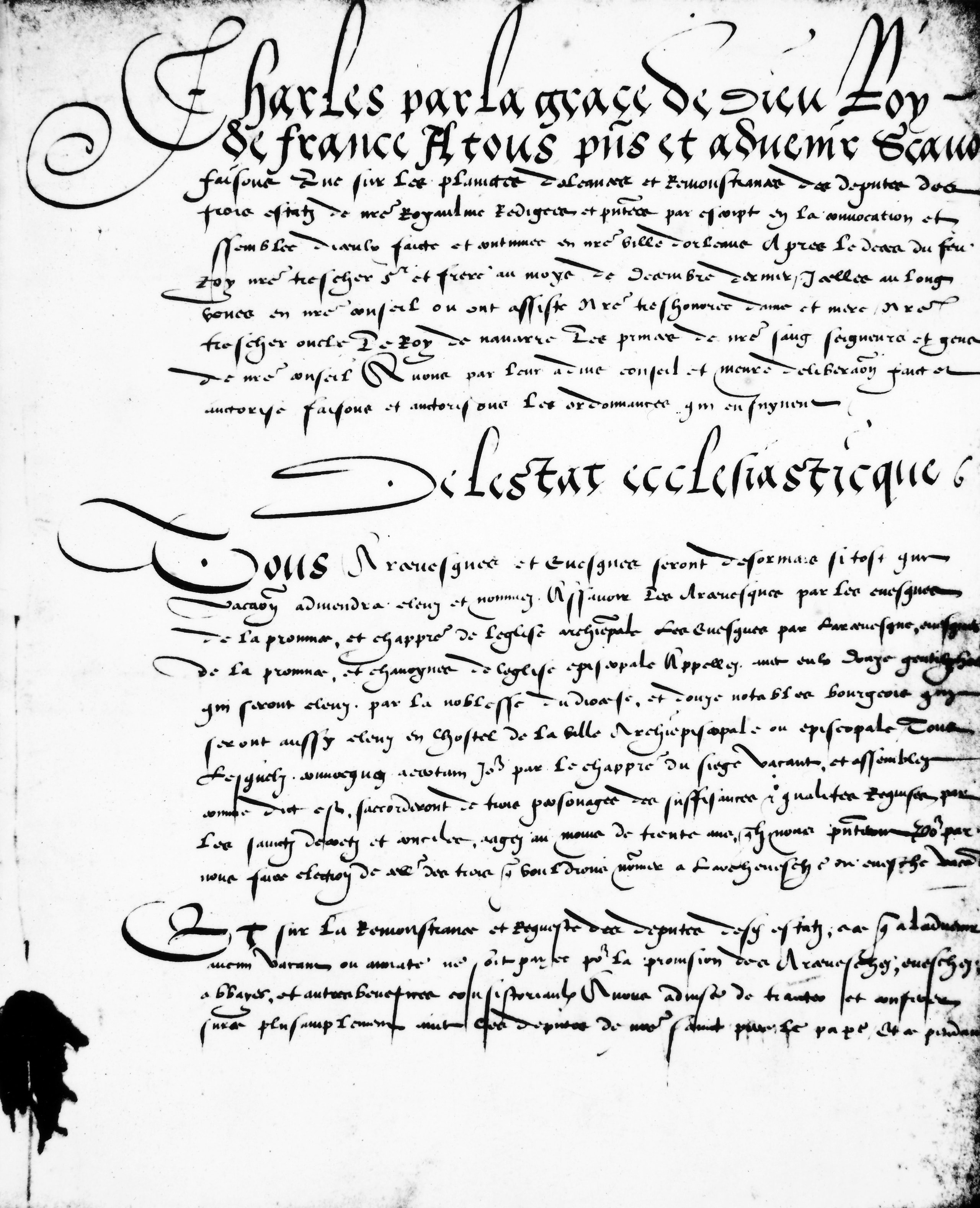
Primeira página do Édito de Saint-Germain.

Imediatamente anterior ao massacre, o Édito de Saint-Germain data de 17 de janeiro de 1562, e, por essa razão, é também chamado de Édito de Janeiro. Foi publicado durante o reinado de Carlos IX (e da regência de Catarina de Médici) como uma tentativa de pacificar o reino diante do contexto de fissura religiosa. O documento é composto de 20 artigos que temporariamente determinam a nova posição do governo frente aos embates entre huguenotes e católicos. Em linhas gerais, o édito:
- Proíbe os insultos e injúrias religiosas por parte dos dois grupos, sejam eles diretos ou por meio de impressões difamatórias;
- Proíbe, sob pena de morte, o vandalismo de cruzes e imagens;
- Permite reuniões para pregação protestante exclusivamente fora das cidades;
- Determina também que, se feitos fora dos limites urbanos, os cultos reformados não devem ser incomodados ou atacados;
- Tem como objetivo "a preservação da paz geral e universal de nosso reino e para evitar todos os distúrbios, tumultos e sedições"[11].

Apesar do ímpeto pacificador do Édito, ele foi pouquíssimo efetivo, e a violência religiosa se multiplicou no reino.

## Massacre

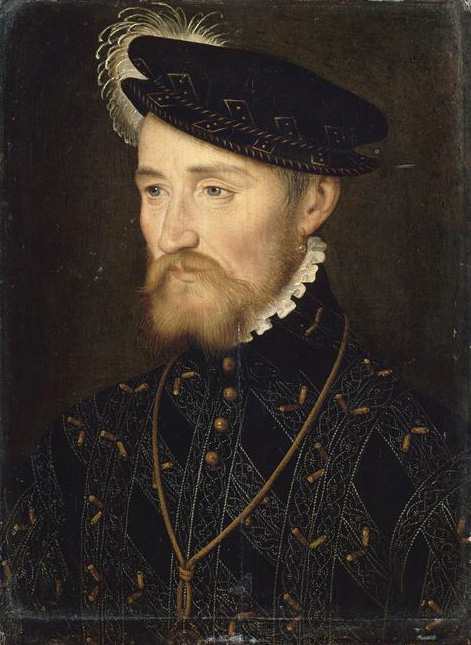
Francisco, Duque de Guise.

No dia 1 de março de 1562, o Duque de Guise, Francisco de Lorena, está a caminho de Paris. Sua rota passa por Vassy, comuna pertencente à região do Grand Est. Ao se aproximar do local, Francisco é informado sobre uma reunião de huguenotes que estaria ocorrendo em um celeiro no interior da cidade — o que era proibido pelo Édito de Janeiro. O documento, como visto, determinava liberdade de culto, limitada e temporária, aos protestantes, desde que estes organizassem suas celebrações fora dos limites urbanos. Confirmada a veracidade da informação sobre o culto, o Duque de Guise e sua tropa se dirigem ao local, onde uma briga entre a guarda católica e os fiéis huguenotes se inicia. Sabe-se que a violência escalou rapidamente, e, ao final do conflito, somavam-se ao menos 50 mortos e o dobro de feridos.

## Consequências
O acontecido no celeiro de Vassy, ao provocar violência interconfessional aberta, serviu como marco inicial para Guerras religiosas na França, tradicionalmente delimitadas entre 1562 e 1598 (data de publicação do Édito de Nantes). 
Cerca de duas semanas depois, o Duque de Guise, acompanhado por outros nobres católicos, fez uma entrada triunfal em Paris. O massacre garantiu ao duque um ganho de capital político que foi rapidamente explorado. No final de março, em uma manobra política dos Guise, o rei, Carlos IX, e sua mãe, Catarina de Médici, foram forçados a se dirigirem a Paris. O evento foi, sem exagero, um sequestro da família real pela nobreza católica. Em seguida, a resposta protestante foi rapidamente organizada, tendo como líder o huguenote Príncipe de Condé, que figurou em conflitos seguintes, como na Batalha de Dreux de dezembro de 1562, por exemplo. Nessa batalha, Condé foi capturado pelos Guise e Montmorency; já em fevereiro de 1563, Francisco, Duque de Guise foi baleado e morto em batalha pelo huguenote Jean de Poltrot. Publicado pouco após o assassinato, o Edito de Amboise (1563) figura como uma trégua nos conflitos entre católicos e huguenotes. 
A partir do Massacre de Vassy, portanto, a guerra religiosa foi instaurada na França. O longo conflito abrigou dezenas de eventos e foi responsável por opor as facções aristocráticas francesas em uma busca por hegemonia política e religiosa.      